# ジェフ・クレメント
ジェフ・クレメント（Jeffrey Burton "Jeff" Clement , 1983年8月21日 - ）は、アメリカ合衆国アイオワ州出身の元プロ野球選手（内野手）。

## 経歴

### プロ入り前
アイオワ州のマーシャルタウン高校在学中は全米高校記録となる75本塁打を放つ。
2002年のMLBドラフトでミネソタ・ツインズから12巡目で指名を受けるも入団には至らず、南カリフォルニア大学に進学。
2003年7月に開催されたサントドミンゴパンアメリカン競技大会の野球アメリカ合衆国代表に選出された。
大学時代は、2005年に大学リーグ最優秀捕手に送られるジョニー・ベンチ賞を受賞、有力スポーツ誌「ベースボールアメリカ」やNCBWA（National Collegiate Baseball Writer Association）の全米選抜に選出されたうえ、3年連続でパシフィック・テン・カンファレンスのオールスターに選抜。大学野球歴代2位の46本の本塁打（1位はマーク・マグワイアの54本）、歴代7位タイの150打点、歴代8位タイの長打率.596、歴代10位となる114の四球を記録した。在学最終年の成績は、ほとんどすべての攻撃部門でチーム1位（打率:.348、ヒット:80、本塁打:15、打点:54、四球:44、出塁率:.472）である。

### プロ入りとマリナーズ時代
2005年のMLBドラフトでシアトル・マリナーズからドラフト1巡目（全体3位）で指名され、入団。
マリナーズと契約後、2005年シーズンは同球団傘下AAのサンアントニオでプレー。2006年はAAのサンアントニオで開幕を迎える。学生時代に故障をした経験が全くなかったが、この年に左肘遊離軟骨除去と左肘靱帯損傷修復手術を受け5月2日から6月21日まで故障者リスト入り。復帰後にAAAタコマへ昇格し、成績は67試合に出場して打率.257、本塁打4、32打点だった。2006年オフにはハワイのウィンターリーグ、ワイキキ・ビーチボーイズに参加するも結果は21試合53打席で、打率わずかに.189と散々だった。2007年春季キャンプには招待選手として参加している。

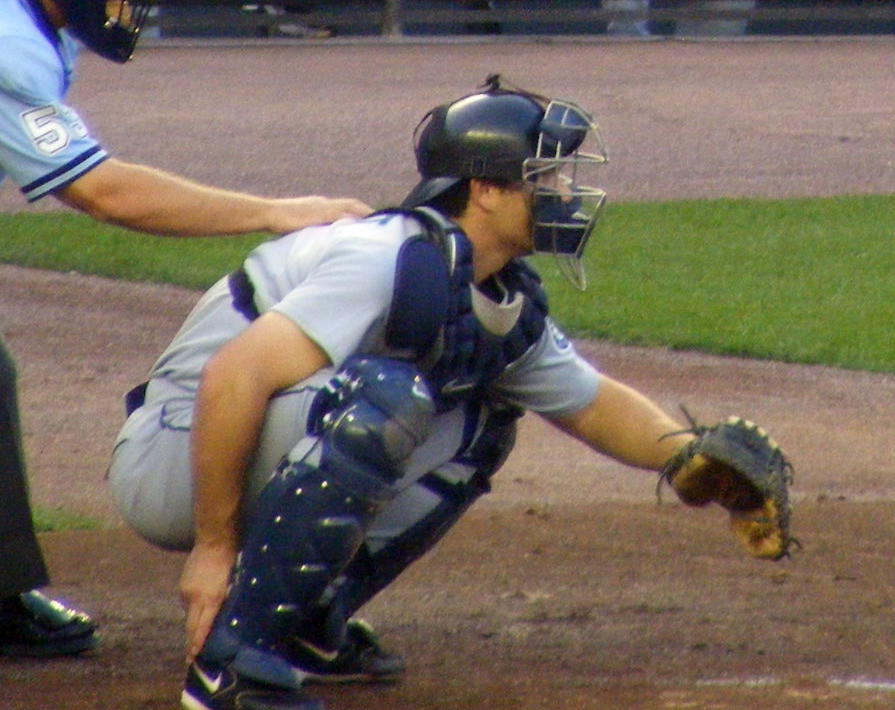
2008年

かつてはクレメントがマリナーズの正捕手になると目された時期もあった。チームの正捕手だった城島健司が2008年4月にマリナーズとの契約を2011年まで延長した際、当時のGMビル・バベシは「もしジェフが先発するなら、（城島は）他のポジションも視野に入れなければならない」とも発言していた。この2008年は自己最高となる66試合に出場した。
2009年はGM、監督ともに守備力重視となったシアトルの要求に応えることができず、3Aスタートとなっていた。

### パイレーツ時代
2009年7月29日にロニー・セデーニョ、アーロン・プリバニック、ブレット・ローリン、ネイサン・アドコックと共にジャック・ウィルソン、イアン・スネルの交換要員としてピッツバーグ・パイレーツへ移籍した。
2010年のシーズン終了後に40人枠から外された。
2011年は膝の怪我でシーズンの大半を棒に振り、メジャー昇格はなかった。オフにFAとなったが、マイナー契約でパイレーツに残留した。
2012年は2年ぶりのメジャー昇格を果たしたが、オフには再びFAとなった。

### ツインズ傘下時代
2012年11月27日にミネソタ・ツインズとマイナー契約を結んだ。
2014年に現役引退を表明した。

## 詳細情報

### 年度別打撃成績
| 年 度    | 球 団    | 試 合 | 打 席 | 打 数 | 得 点 | 安 打 | 二 塁 打 | 三 塁 打 | 本 塁 打 | 塁 打 | 打 点 | 盗 塁 | 盗 塁 死 | 犠 打 | 犠 飛 | 四 球 | 敬 遠 | 死 球 | 三 振 | 併 殺 打 | 打 率 | 出 塁 率 | 長 打 率 | O P S |
| -------- | -------- | ----- | ----- | ----- | ----- | ----- | -------- | -------- | -------- | ----- | ----- | ----- | -------- | ----- | ----- | ----- | ----- | ----- | ----- | -------- | ----- | -------- | -------- | ----- |
| 2007     | SEA      | 9     | 19    | 16    | 4     | 6     | 1        | 0        | 2        | 13    | 3     | 0     | 0        | 0     | 0     | 3     | 0     | 0     | 3     | 0        | .375  | .474     | .813     | 1.286 |
| 2008     | SEA      | 66    | 224   | 203   | 17    | 46    | 10       | 1        | 5        | 73    | 23    | 0     | 1        | 0     | 1     | 15    | 0     | 5     | 63    | 4        | .227  | .295     | .360     | .654  |
| 2010     | PIT      | 54    | 153   | 144   | 11    | 29    | 3        | 0        | 7        | 53    | 12    | 0     | 0        | 1     | 1     | 6     | 3     | 1     | 37    | 2        | .201  | .237     | .368     | .605  |
| 2012     | PIT      | 23    | 24    | 22    | 1     | 3     | 1        | 0        | 0        | 4     | 1     | 0     | 0        | 0     | 0     | 2     | 0     | 0     | 7     | 2        | .136  | .208     | .182     | .390  |
| MLB：4年 | MLB：4年 | 152   | 421   | 385   | 33    | 84    | 15       | 1        | 14       | 143   | 39    | 0     | 1        | 1     | 2     | 26    | 3     | 6     | 110   | 8        | .218  | .277     | .371     | .648  |

### 背番号
- 9 （2007年 - 2008年）
- 6 （2010年 - 2011年）
- 19（2012年）

### 代表歴
- 2003年パンアメリカン競技大会野球アメリカ合衆国代表